# Breathe (Angels & Airwaves)
Breathe è il terzo singolo estratto dall'album I-Empire degli Angels & Airwaves.
Il frontman della band, Tom DeLonge, voleva che questo fosse stato il primo singolo dell'album, decisione che fu cambiata dalla casa discografica, che scelse invece Everything's Magic come lead-single, per le sue sonorità più radio-friendly e meno sofisticate.

## Tracce
1. Breathe – 5:34

## Video musicale
Il video musicale per Breathe, diretto da Mark Eaton, che ha diretto anche il video di Secret Crowds, singolo precedente tratto dallo stesso album), è stato girato sulla base della versione originale della canzone (più lunga di circa 2 minuti) e non sulla Radio Edit.
Il video della canzone fa vedere immagini della band che suona in una stanza illuminata da potenti luci bianche, scandite da riprese ad una modella distesa su un letto.
A differenza degli altri video della band, nel video di Breathe il bassista Matt Watcher suona le tastiere. Il chitarrista David Kennedy, invece, alterna chitarra e tastiere.